# Leucobryum pungens
Leucobryum pungens là một loài Rêu trong họ Dicranaceae. Loài này được Müll. Hal. mô tả khoa học đầu tiên năm 1874.